# ATP Challenger Tumkur
Der ATP Challenger Tumkur (offiziell: Tumkur Open) war ein Tennisturnier, das 2003 einmal in Tumkur (Tumakuru), Indien, stattfand. Es gehörte zur ATP Challenger Tour und wurde im Freien auf Hartplatz gespielt.

## Liste der Sieger

### Einzel
| Jahr | Sieger                | Finalgegner | Ergebnis  |
| ---- | --------------------- | ----------- | --------- |
| 2003 | Philipp Kohlschreiber | Lee Childs  | 7:5, 7:65 |

### Doppel
| Jahr | Sieger                        | Finalgegner                     | Ergebnis |
| ---- | ----------------------------- | ------------------------------- | -------- |
| 2003 | Prakash Amritraj Rik De Voest | Michal Mertiňák Branislav Sekáč | 6:4, 6:3 |